# El ojo avizor
El ojo avizor (Stillwatch) es una novela de intriga de la autora Mary Higgins Clark publicada originalmente en 1985.

## Argumento
Patricia Traymore, de 27 años, es una reportera de televisión que viaja a Washington con la intención de instalarse en la casa en la que vivió sus tres primeros años de vida y en la que sobrevino una gran tragedia cuando su padre, sin motivo aparente, asesinó a su madre, estuvo a punto de matarla a ella y después se suicidó. Tras ello se marchó a vivir junto a sus tíos quienes, en un acto de protección, filtraron a la prensa que la niña había muerto a causa de sus heridas.
Ahora Pat vuelve a Washington para realizar el primero de una serie de reportajes acerca de la vida de mujeres en el Gobierno dedicado a la senadora Abigail Jennings, una ambiciosa mujer a la que Pat admira profundamente y que tiene muchas posibilidades de convertirse en la primera vicepresidenta de Estados Unidos. Además, Pat quiere aprovechar también para retomar su relación amorosa con Sam Kingsley, su gran amor y viudo desde hace unos meses.
Pero los planes de Pat se van complicando sin remedio cuando extraños sucesos comienzan a tener lugar a su alrededor. El volver a su antigua casa está haciendo que vuelvan a su memoria recuerdos de aquella terrible noche y que empiece a preguntarse si realmente todo sucedió como se lo habían contado. A medida que investiga sobre la vida de Abigail, se va dando cuenta de que su pasado esconde muchos secretos oscuros que jamás han salido a la luz. Y además, desde que se anunció el reportaje sobre la senadora, Pat comienza a recibir cartas y llamadas anónimas amenazadoras que le exigen que no realice el programa o se arrepentirá de ello.

## Personajes
- Patricia Traymore – joven reportera de televisión.
- Abigail Jennings – senadora candidata a la vicepresidencia de los Estados Unidos.
- Sam Kingsley – el hombre al que ama Pat y buen amigo de Abigail.
- Toby Gorgone – chófer de Abigail.
- Dean y Renée Adams – los padres de Pat, fallecidos en misteriosas circunstancias.
- Eleanor Brown – trabajaba para Abigail cuando fue acusada de robar setenta y cinco mil dólares destinados a la campaña.
- Lila Thatcher – vecina de Pat, conocía muy bien a sus padres.
- Luther Pelham – jefe de Pat.
- Arthur Stevens – trabaja en una residencia de ancianos. Tiene una hija llamada Glory.
- Catherine Graney – viuda de George Graney, el piloto del avión que se estrelló terminando con la vida de Willard Jennings.
- Philip Buckley – secretario de Abigail.
- Jeremy Saunders – hijo de los Saunders, rica familia para la que trabajaba la madre de Abigial y exnovio de la senadora.
- William Barrot – detective.
- Jack Carlson – trabaja en el FBI, buen amigo de Sam Kingsley.
- Frank Crowley – abogado, amigo de Sam Kingsley.
- Margaret Langley – directora del instituto en el que estudió Abigail, ya retirada. Muy unida a Eleanor.
- Gina Butterfield – famosa periodista.
- Claire Lawrence – junto a Abigail candidata a la vicepresidencia.

## Adaptaciones
- El ojo avizor fue adaptado a una película para televisión en 1987.

- Datos: Q5825956